# Finlândia Central
Finlândia Central (finlandês: Keski-Suomen, sueco: Mellersta Finland) é uma região da Finlândia localizada na província de Finlândia Ocidental, sua capital é a cidade de Jyväskylä. Possui cerca de 276 mil habitantes.

## Municípios
A região da Finlândia Central está dividida em 28 municípios (população em 31 de agosto de 2006 entre parênteses):
| 1. Äänekoski* (20 412) 2. Hankasalmi (5 557) 3. Jämsä* (15 066) 4. Joutsa (4 062) 5. Jyväskylä* (84 349) 6. Kannonkoski (1 630) 7. Karstula (4 769) 8. Keuruu* (11 057) 9. Kinnula (1 902) 10. Kivijärvi (1 427) 11. Konnevesi (3 075 ) 12. Kuhmoinen (2 772) 13. Kyyjärvi (1 617) 14. Laukaa (17 300) 15. Luhanka (852) 16. Multia (2 017) 17. Muurame (8 827) 18. Petäjävesi (3 728) 19. Pihtipudas (4 887) 20. Saarijärvi* (9 989) 21. Toivakka (2 375) 22. Uurainen (3 143) 23. Viitasaari* (7 441) | Die Gemeinden Mittelfinnlands |

Nota: * Municípios com status de cidade.